# Vela tanja

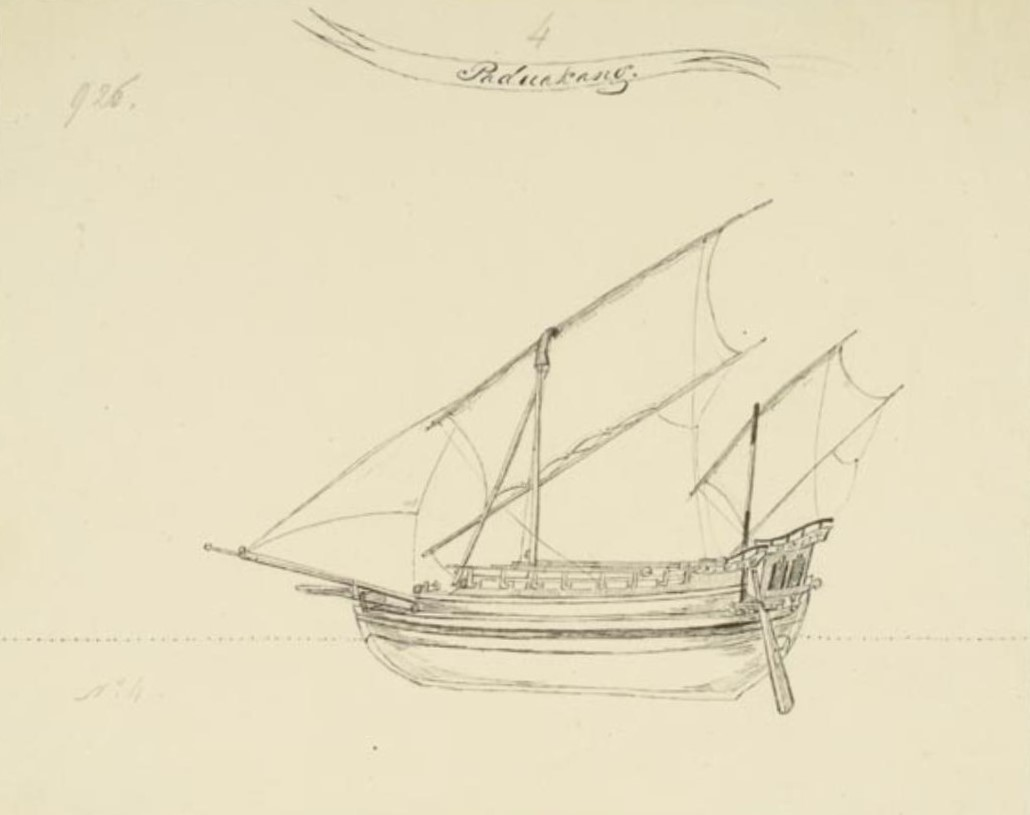
Dibuix d'un vaixell anomenat “paduakang”, amb veles tanja.

Imperi Srivijaya.

Una vela tanja és una vela de vaixell de forma rectangular allargada, amb el gràtil i el gràtil inferior afermats a dues perxes llargues i lleugeres. En navegació s'orienta de forma inclinada.
Les veles tanja sovint eren ormejades en arbres de trípode, sense estais de cap mena. També era freqüent la pràctica d'arrissar la vela cargolant-la a la perxa inferior, que feia funcions de corró.
L'àrea de distribució inicial de les veles tanja era, aproximadament, coincident amb la zona d'influència de l'imperi Srivijaya. Posteriorment aquesta mena de veles propulsarien vaixells indonesis I malais.

## Etimologia
L'expressió "vela tanja" és una traducció literal del malai layar tanja, on layar significa 'vela'. En el Glossaire, Auguste Jal la transcrigué per "voile tandjar".

## Materials
Les veles tradicionals eren de fibres naturals trenades, de les espècies Arenga, Pandanus i similars. En alguns casos el conjunt de la vela estava format a partir de pedaços quadrats d'uns 40 cm de costat. Cada pedaç es trenava a partir de tires d'un centímetre d'amplada. La costura d'unió entre els pedaços feia de barrera a eventuals esquinçades locals. Un pedaç malmès podia ser substituït amb facilitat.

## Navegació
La navegació d'un veler suposa un equilibri entre el centre vèlic i el centre de deriva. El centre vèlic d'una vela tanja coincideix amb el centre de gravetat del rectangle que forma la vela. La forma típica de navegar amb una vela tanja és posicionant-la de forma inclinada. L'articulació és al cap de l'arbre, al vèrtex del trípod. Pel que fa a la perxa superior, l'articulació se situa descentrada (aproximadament a un terç de l'extrem de proa; com en una vela al terç).
Amb les consideracions anteriors, bascular la vela cap a una posició més horitzontal fa que el centre vèlic se situï més a popa, obligant el vaixell a orçar. Contràriament, posar la vela més vertical fa que el veler arribi. En aquest sentit, navegar amb una vela tanja s'assembla a navegar en un Patí de Vela català.

## Història

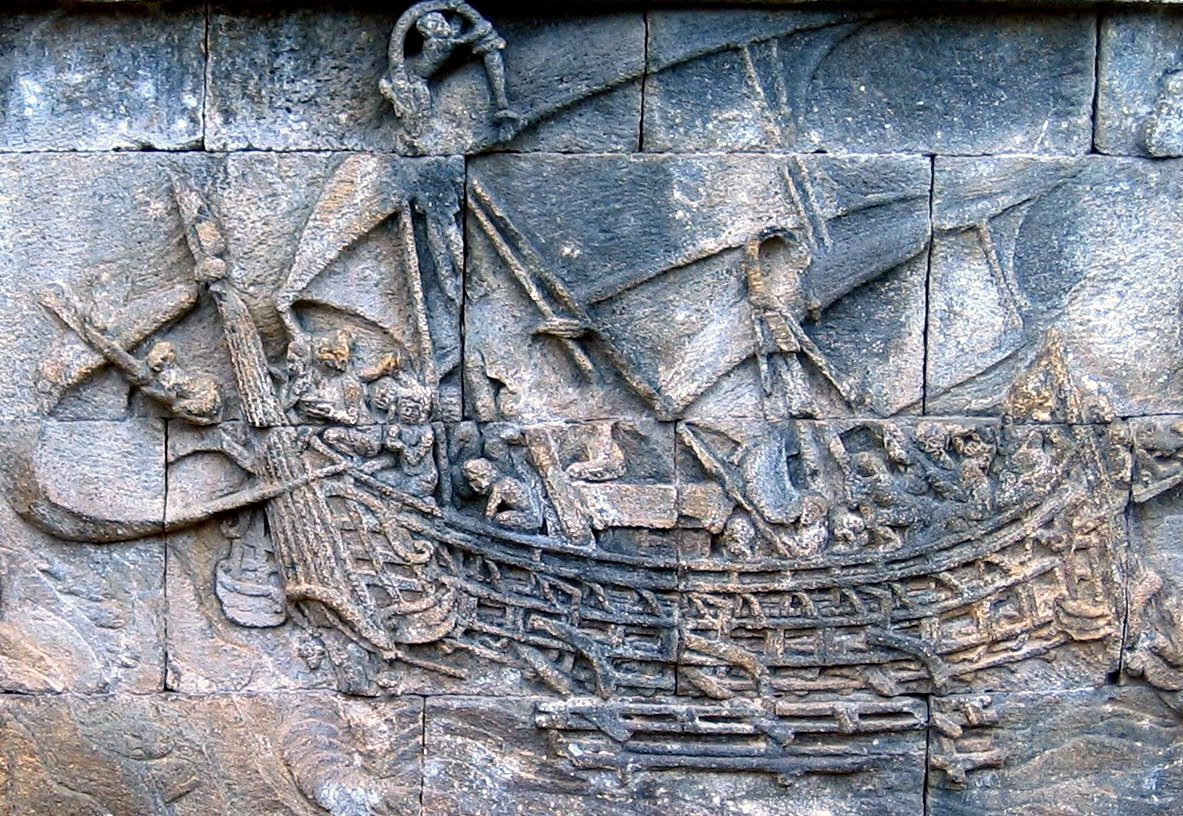
A principis del segle I d.C., vaixells indonesis comerciaven fins a Àfrica. Foto: Un vaixell a Borobudur, al 800 d.C., amb veles tanja.

Al temple de Borobudur hi ha vuit representacions de vaixells esculpits als baixos relleus. Cinc dels vaixells són de dos arbres amb veles tanja. Aparentment Borobudur és l'exemple més antic de velers aparellats amb veles tanja.

## Vaixells amb veles tanja
A les costes de Malasia i Indonèsia hi havia diferents vaixells aparellats amb veles tanja. Una mostra a continuació.
- Balangay[10][11]
- Benawa
- Borobudur (vaixell).[12]
- Djong.[13]
- Garay.[14]
- Kakap.[15]
- Karakoa, caracoa.[16][17]
- Kelulus.[18]
- Kora-kora.[19]
- K'un-lun po.
  - Expressió xinesa per a denominar vaixells mercants no xinesos.[20]

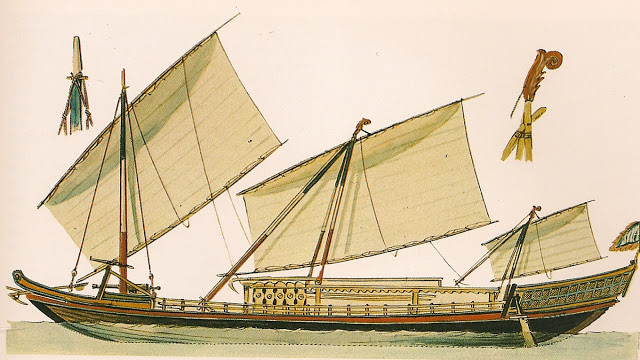
Dibuix d'un vaixell anomenat “lanong”, amb veles tanja. De Rafael Monleon i Torres

- Lancaran.[21][22]
- Lanong

- Mayang.[23]
- Padewakang.[24]
- Pajala.[25]
- Pangajava.[26]
- Patorani.[27]
- Pencalang.[28]
- Perahu.[29]

|  |  |  |